# Chrysolophus
Chrysolophus là một chi chim trong họ Phasianidae.

## Hình ảnh

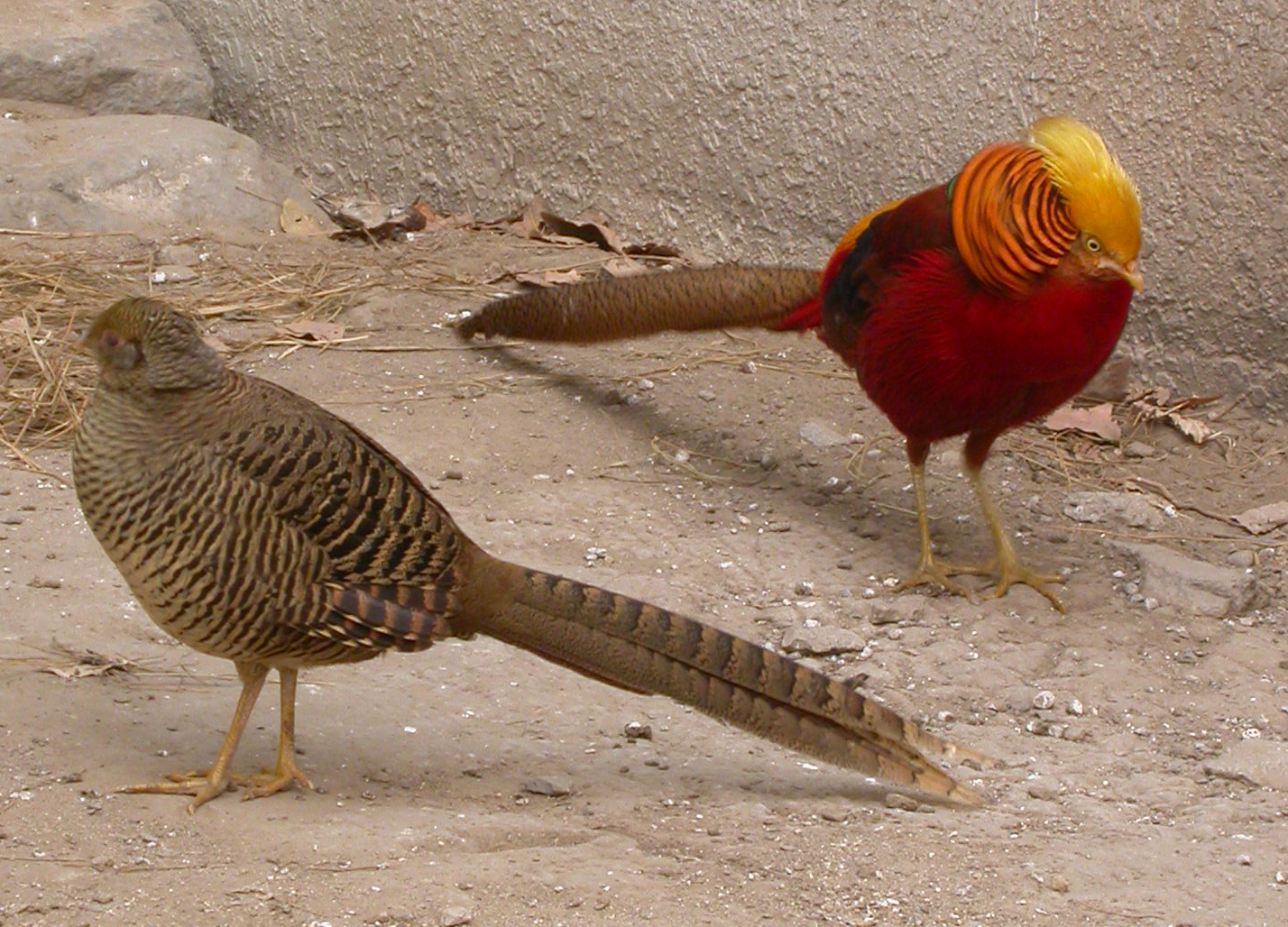
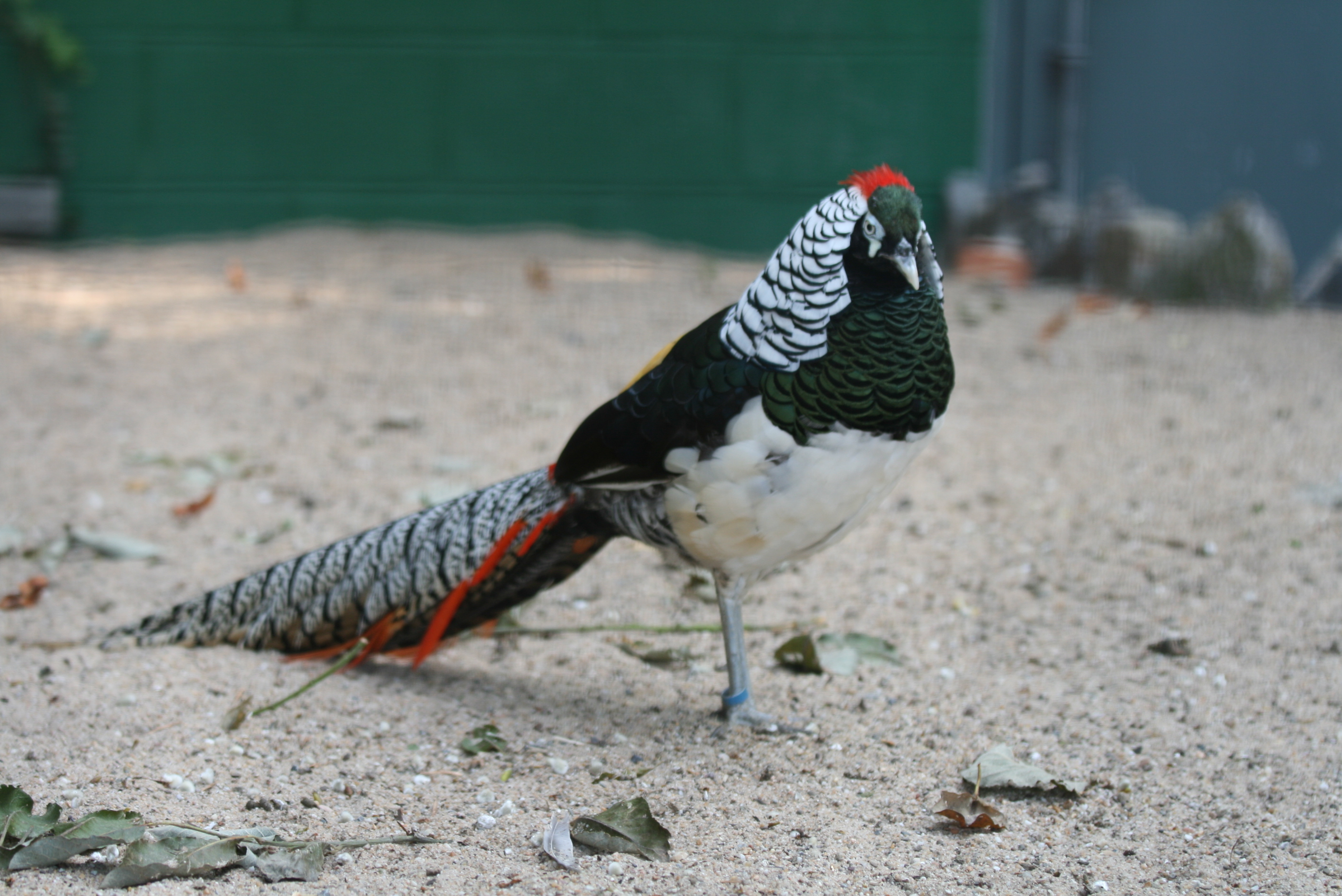
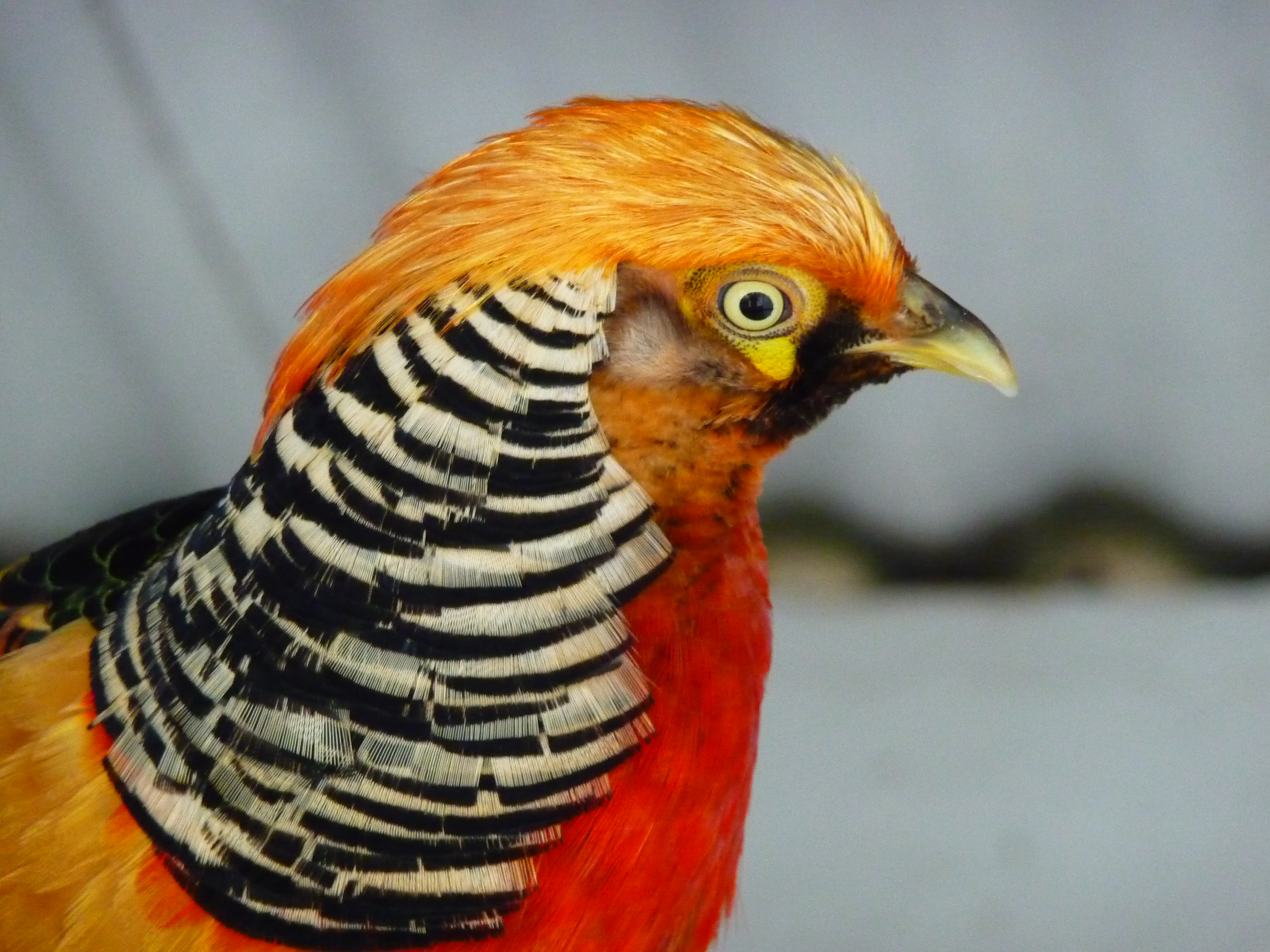
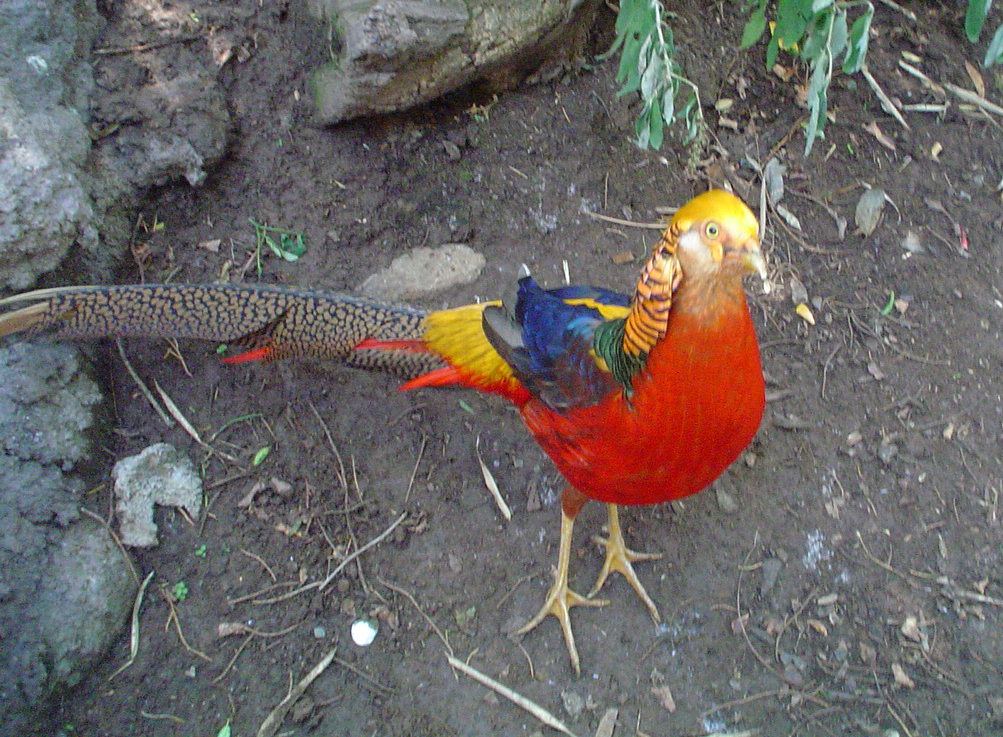
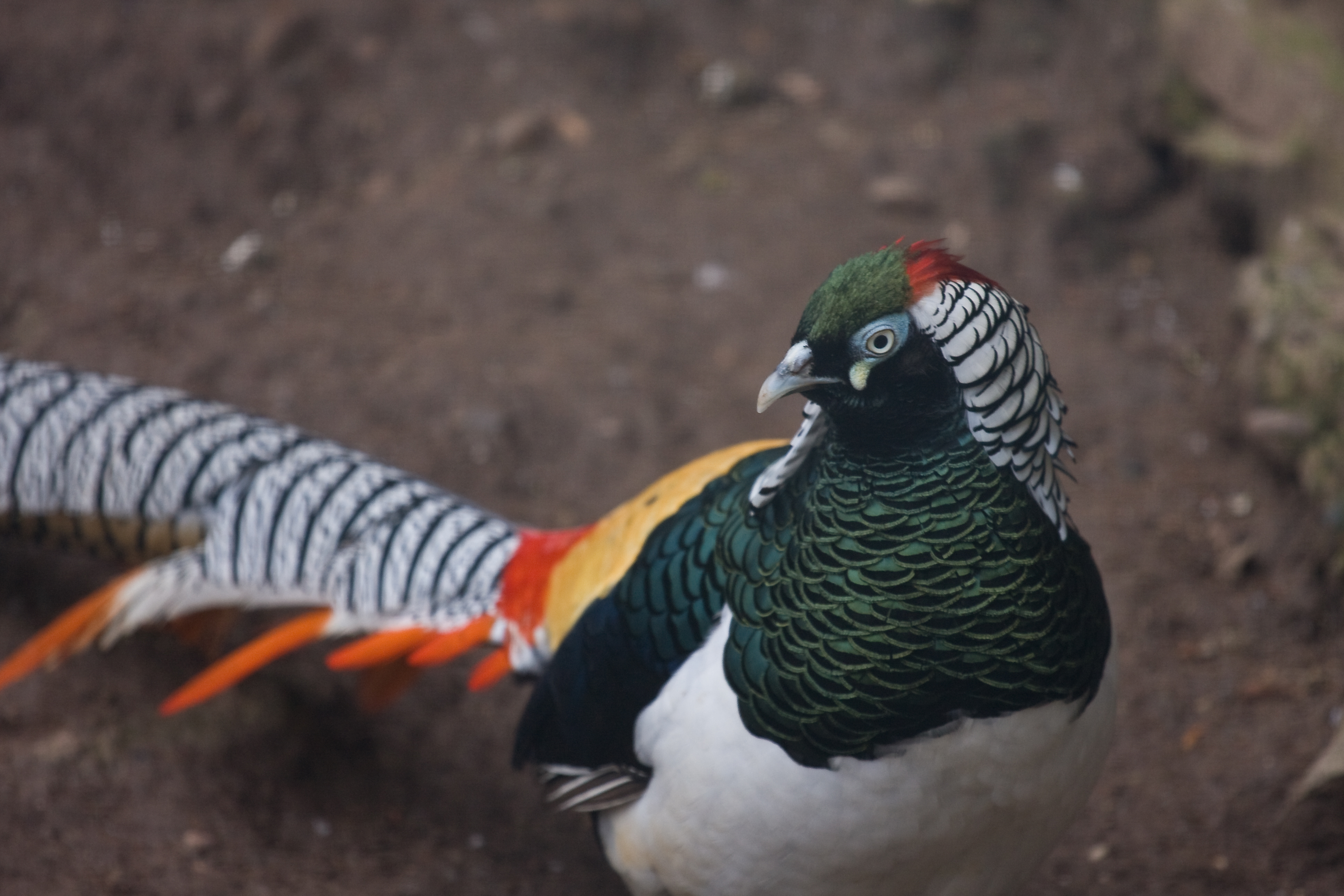
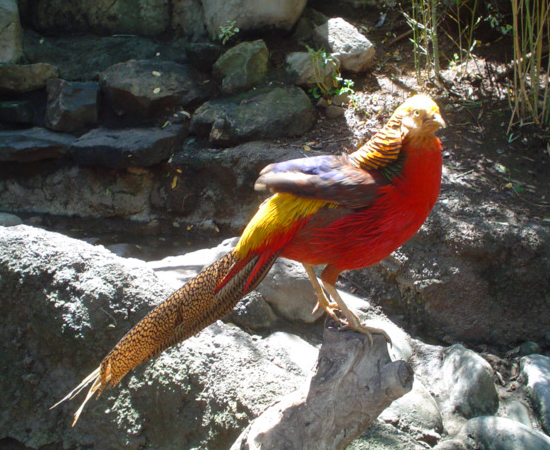

## Phân loại
| Tên khoa học            | Tên thông thường | Ảnh chim trống | Ảnh chim mái |
| ----------------------- | ---------------- | -------------- | ------------ |
| Chrysolophus pictus     | Trĩ vàng         |                |              |
| Chrysolophus amherstiae |                  |                |              |